# Communauté de communes des Rivières
La communauté de communes des Rivières est une ancienne communauté de communes française, située dans le département de l'Aube et la région Grand Est.

## Historique
- 28 octobre 2004 : définition du périmètre.
- 17 décembre 2004 : création.
- 27 octobre 2005 : modifications statutaires et définition de l'intérêt communautaire.

- Le 1er janvier 2017, la communauté de communes de Vendeuvre-Soulaines est créée à partir de la fusion des deux communautés de communes de Soulaines et des Rivières.

## Composition
Elle était composée des communes suivantes :
| Nom                         | Code Insee | Gentilé          | Superficie (km2) | Population (dernière pop. légale) | Densité (hab./km2) |
| --------------------------- | ---------- | ---------------- | ---------------- | --------------------------------- | ------------------ |
| Vendeuvre-sur-Barse (siège) | 10401      | Vendeuvrois      | 51,94            | 2 369 (2014)                      | 46                 |
| Amance                      | 10005      | Amançois         | 22,88            | 277 (2014)                        | 12                 |
| Argançon                    | 10008      |                  | 8,20             | 100 (2014)                        | 12                 |
| Beurey                      | 10045      |                  | 17,33            | 196 (2014)                        | 11                 |
| Bossancourt                 | 10050      | Bossancourtois   | 6,92             | 199 (2014)                        | 29                 |
| Champ-sur-Barse             | 10078      |                  | 7,12             | 28 (2014)                         | 3,9                |
| Dolancourt                  | 10126      | Dolancourtois    | 4,88             | 135 (2014)                        | 28                 |
| Jessains                    | 10178      | Jessainois       | 10,88            | 285 (2014)                        | 26                 |
| La Loge-aux-Chèvres         | 10200      | Logiens          | 2,82             | 86 (2014)                         | 30                 |
| Longpré-le-Sec              | 10205      |                  | 15,71            | 72 (2014)                         | 4,6                |
| Magny-Fouchard              | 10215      |                  | 15,16            | 293 (2014)                        | 19                 |
| Maison-des-Champs           | 10217      | Eclaris          | 4,35             | 36 (2014)                         | 8,3                |
| Montmartin-le-Haut          | 10252      | Montmartinois    | 1,61             | 53 (2014)                         | 33                 |
| Puits-et-Nuisement          | 10310      | Puisementins     | 12,19            | 208 (2014)                        | 17                 |
| Trannes                     | 10384      | Trannois         | 10,11            | 247 (2014)                        | 24                 |
| Vauchonvilliers             | 10397      | Vauchonvillerots | 11,62            | 161 (2014)                        | 14                 |
| La Villeneuve-au-Chêne      | 10423      | Villeneuvois     | 10,94            | 436 (2014)                        | 40                 |

## Compétences
- Collecte et traitement des déchets des ménages et déchets assimilés.
- Politique du cadre de vie.
- Création, aménagement, entretien et gestion de zone d'activités industrielle, commerciale, tertiaire, artisanale ou touristique.
- Action de développement économique (soutien des activités industrielles, commerciales ou de l'emploi, soutien des activités agricoles et forestières...).
- Création et réalisation de ZAC.
- Constitution de réserves foncières.
- OPAH.
- Autres.

## Sources
- Le splaf - (Site sur la Population et les Limites Administratives de la France)